# Gaál László (mezőgazdász)
Gaál László (Budapest, 1905. április 23. – Budapest, 1983. március 4.) magyar agrártörténész, állattenyésztő, mezőgazdász, egyetemi tanár. A mezőgazdasági tudományok kandidátusa (1962), a mezőgazdasági tudományok doktora (1972). Az Agrártudományi Egyetem (ATE), az ATEK és a Kaposvári Felsőfokú Mezőgazdasági Technikum címzetes docense.

## Életpályája
1926-ban végzett a Keszthelyi Gazdasági Akadémia hallgatójaként. 1926–1927 között Holitscher Károly csetényi szeszgyári gazdaságának gyakornoka volt. 1927–1929 között a Kohner-féle felsőszászberki gazdaság segédtisztje volt. 1929–1930 között a gyálpusztai gazdaság gazdaságkezelőjeként tevékenykedett. 1930–1932 között az Esterházy-birtok hercegi hitbizomány jószágigazgatóságának gazdasági segédtisztje, 1932–1935 között gazdatitkára, 1935–1945 között az uradalom gazdasági intézője és főintézője volt. 1944-ben diplomázott a magyaróvári gazdasági akadémián. 1945–1947 között a Cukorrépatermelők Országos Szövetségének termelési főfelügyelője volt. 1947–1948 között a Magyar Országos Szövetkezeti Központ (MOSZK) Állattenyésztési Főosztály Juh-tejgazdasági és Halászati Osztályának vezetője volt. 1948–1951 között a Tenyészállatforgalmi Vállalat osztályvezetője volt. 1951–1957 között a Gyapjúbegyűjtő és Textilnyersanyag-készletező és a Gyapjú és Textilnyersanyag Forgalmi Vállalat Juhosztályának vezetőjeként dolgozott. 1957-ben nyugdíjba vonult. 1957-től az iregszemcsei Délkelet-Dunántúli Mezőgazdasági Kísérleti Intézet nyugdíjas tudományos tanácsadója volt. 1961-től a Magyar Agrártudományi Egyesület (MAE) Állattenyésztők Társasága ügyvezető alelnöke volt. 1964-től a Magyar Tudományos Akadémia Agrártörténeti Bizottsága tagja volt. 1967–1970 között a Gödöllői Agrártudományi Egyetemen és a Keszthelyi Agrártudományi Egyetemen, a Kaposvári Mezőgazdasági Főiskolán is oktatott.
Egy ideig a Földművelésügyi Minisztérium szervezési és ellenőrzési osztályának vezetője volt. Az Állattenyésztési Kutatóintézet, később a Délkelet-dunántúli Kísérleti Intézet külső munkatársa volt.

### Munkássága
A magyar állattenyésztés, a növénytermesztés, a törzskönyvezés, elsősorban a juhtenyésztés történetével foglalkozott. Tisztázta a nagybirtok és a nagyüzem szerepét a magyar állattenyésztés fejlődésében, vizsgálta a területi állateltartó-képességet, kutatta a Jurcsek-féle beszolgáltatási rendszert, feldolgozta a magyarországi állattenyésztés irányításának történetét. Állattenyésztőként számos újítás fűződik hozzá.

## Családja
Nagyapja, Kropf Ignác (1841–1913) uradalmi jószágfelügyelő, apja Kropf Béla változtatta a család nevét Gaálra, de ő még kettős nevet (Gaál-Kropf) viselt. Szülei: Gaál (1897-ig Kropft) Béla (1863–1937) fővárosi tisztviselő és Keczer Franciska (1878–1951) voltak. 1936-ban házasságot kötött Nindl Herta-val (1916-1995).

## Művei
- Kísérlet a juhok tejhozamának fokozására (Köztelek, 1937)
- Az Esterházy hitbizomány juhászata (Köztelek, 1938)
- Fejős juhászat abrak és legelő nélkül (Köztelek, 1942)
- A helyes juhfejés (Magyar Állattenyésztés, 1943)
- Juhtenyésztés (akadémiai jegyzet; Budapest, 1952)
- Juhtartási és gyapjúkezelési útmutatás (összeállította; Budapest, 1953)
- Törzskönyvezési Útmutató. IV. kötet: Juh (összeállította; Budapest, 1955)
- A juhtej termelése és feldolgozása (Budapest, 1957)
- A juhok büdössántasága (Magyar Mezőgazdaság, 1957)
- A férőhely és fény, mint környezeti tényező (Állattenyésztés, 1957)
- Juhtenyésztés. Mesterfogások a nagyüzemi mezőgazdaságban (Szerkesztette: Gonda Béla; Budapest, 1958)
- A juhok bonitálása, törzskönyvezése. Mezőgazdaságunk a belterjesség útján. III. kötet: Állattenyésztés, takarmányozás, állategészségügy (Budapest, 1959)
- A juhtenyésztés időszerű kérdései (Budapest, 1959)
- Vidám, rajzos juhtenyésztés (J. Horváth Lászlóval; illusztrálta: Füzesséry Árpád (Budapest, 1959; 2. átdolgozott kiadás: 1962; 3. kiadás: 1966; 4. kiadás: 1979)
- A juhok belterjes és külterjes téli tartásának egyes hatásai termelésük mennyiségére és minőségére (kandidátusi értekezés; Budapest, 1960)
- A juhok itatása (Kísérletügyi Közlemények, 1962)
- A juhok téli legeltetése (Állattenyésztés, 1964)
- A gyapjú termelése és kezelése. 1 táblával (Budapest, 1964)
- A magyar állattenyésztés múltja. Monográfia. 1 térképpel. (Az MTA Agrártörténeti Bizottságának kiadványai. Budapest, 1966)
- A juhtej termelése és feldolgozása (Budapest, 1967)
- A gyapjútermelés zsebkönyve (összeállította; Budapest, 1967)
- Uradalmi nádgazdálkodás a Fertőn (Agrártörténeti Szemle, 1969)
- Az Eszterházy hercegi hitbizomány gazdálkodása. 1–2. (Agrártörténeti Szemle, 1970)
- Az állattenyésztés-politika alapjai (Budapest, 1971)
- Üzemgazdaságtan és szervezés (Budapest, 1971)
- Az állattenyésztés irányítása. Az állattartás és állattenyésztés kapcsolatainak összefüggései Magyarországon (Monográfia és doktori értekezés is; Budapest, 1971)
- Magyar mezőgazdaság-történet (A mezőgazdasági könyvtárosképzés füzetei; Budapest, 1974)
- Rodiczky Jenő (kismonográfia; 1 táblával (A múlt magyar tudósai; Budapest, 1974)
- Szemléletek az állattenyésztésben (Budapest, 1974)
- A Gaál–Kropf-család pusztamiskei gazdasága (Agrártörténeti Szemle, 1977)
- Animal Husbandary in Hungary in the 19th–20th Centuries (Monográfia; Gunst Péterrel; Budapest, 1977)
- A magyar növénytermesztés múltja (Monográfia; Az MTA Agrártörténeti Bizottságának kiadványai; Budapest, 1978)
- A takarmányozás Magyarországon. 1920–1945 (Agrártörténeti Szemle, 1980)

## Díjai
- Akadémiai Jutalom (1955)
- Munka Érdemérem (1960)
- Szocialista Kultúráért (1964)
- Tessedik Sámuel-emlékérem (1970)[2]
- Nyisztor György-emlékérem (1979)[2]